# مسجد المشير طنطاوي
مسجد المشير طنطاوي هو أحد مساجد مدينة القاهرة الشهيرة حديثة النشأة. تم افتتاحه في 9 مارس 2015 على يد الرئيس عبد الفتاح السيسي. وقامت بإنشائه القوات المسلحة المصرية, وأطلقت عليه اسم المشير طنطاوي وزير الدفاع والقائد العام الأسبق للقوات المسلحة ورئيس المجلس الأعلى للقوات المسلحة الأسبق، تخليداً لدوره الوطني في تاريخ مصر. واقترن اسم المسجد بعزاء وجنازات الشخصيات الشهيرة في مصر، وزيارات الرئيس المصري.